# رجل الذئب الصاعد
رجل الذئب الصاعد (الاسم العلمي:Lycopodium assurgens) هو نوع من النباتات يتبع جنس رجل الذئب من فصيلة الرجل الذئبية.